# Calvari i Ermita del Santíssim Crist de la Fe d'Atzeneta d'Albaida
El calvari i ermita del Santíssim Crist de la Fe és un conjunt monumental situat a la pujada del Calvari, al municipi d'Atzeneta d'Albaida (Vall d'Albaida, País Valencià). És Bé de Rellevància Local amb identificador número 46.24.003-001. 

## Història
El conjunt es va edificar en els segles xviii i xix.  En 1709 es va edificar el Calvari i una ermita. L'ermita va ser reemplaçada per una altra construïda entre 1756 i 1761, la qual va ser reemplaçada al seu torn per una nova més gran, les obres de la qual es van iniciar en 1883 i es van concloure en 1890.

## Arquitectura

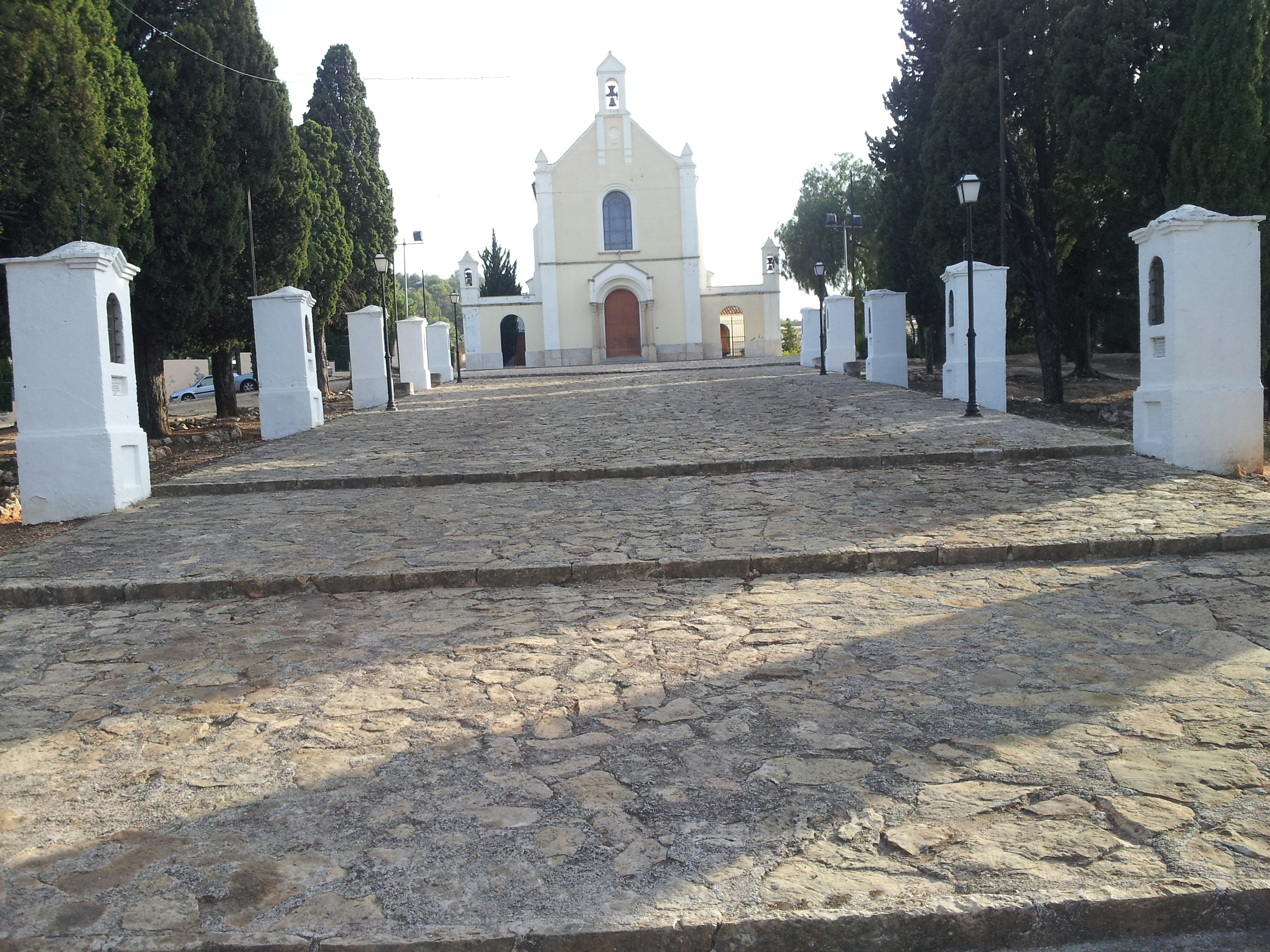
Pujada del calvari

És un edifici alt i esvelt, en el qual ressalten dos cossos laterals precedits per sengles jardins tancats per reixes; en els extrems s'aixequen dos petits campanars blancs amb campaneta i creu de ferro. La façana és d'estil renaixentista. Presenta en les seues cantonades pilastres que acaben en adorns piramidals per sobre de la cornisa. La portada està formada per quatre columnes de pedra que emmarquen la porta situada sota un arc de mig punt. Sobre l'arquivolta de la portada s'obre una gran vidriera representant al Crist de l'advocació amb l'escut de Atzeneta. Més amunt, una espadanya estilitzada coberta per un cos piramidal remata el frontó. La teulada de l'edifici és de dues aigües i els seus paraments laterals són reforçats exteriorment per contraforts de poc relleu. 
L'interior simula l'estil gòtic, amb voltes de creueria i decoració neobizantina. Té un cor alt i altars laterals. En les fornícules situades en aquests altars es veneren imatges actuals relacionades amb els episodis de la Passió. Al presbiteri es troba el retaule de l'altar major, d'escaiola molt decorada, amb el Crist titular, una talla del segle xix, i als seus costats dos àngels de factura actual. Els flanquegen els Quatre Evangelistes.  També són de destacar el sòcol de rajoles i una imatge de la Dolorosa de l'any 1722. 

## Tradicions
El Santíssim Crist de la Fe, patró d'Atzeneta d'Albaida, és conegut popularment com El Morenet, apel·latiu que ha rebut pel to torrat de la imatge. Aquest color es deu al fet que durant les guerres napoleòniques els soldats ocupants la van llançar al foc, encara que no van aconseguir cremar-la. La festa del Crist és el 23 de setembre de cada any. Consisteix en el trasllat de la imatge en processó a la parròquia. Quan és retornada a l'ermita al vespre, els portadors fan girar la imatge perquè miri a tots els paratges de la vall, però especialment la tornen cap a Albaida. De la mateixa manera, que els veïns d'aquesta ciutat fan el mateix gest cap a Atzeneta quan treuen en processó a la seva patrona, la Verge del Remei. 